# Camellia
Camellia L., 1753 è un genere di piante della famiglia delle Theaceae, originario delle zone tropicali dell'Asia.

## Etimologia
Il nome del genere, scelto da Linneo, deriva dal nome latinizzato del missionario gesuita Georg Joseph Kamel (1661-1706), botanico, che per primo importò la pianta dal Giappone in Europa.

## Descrizione

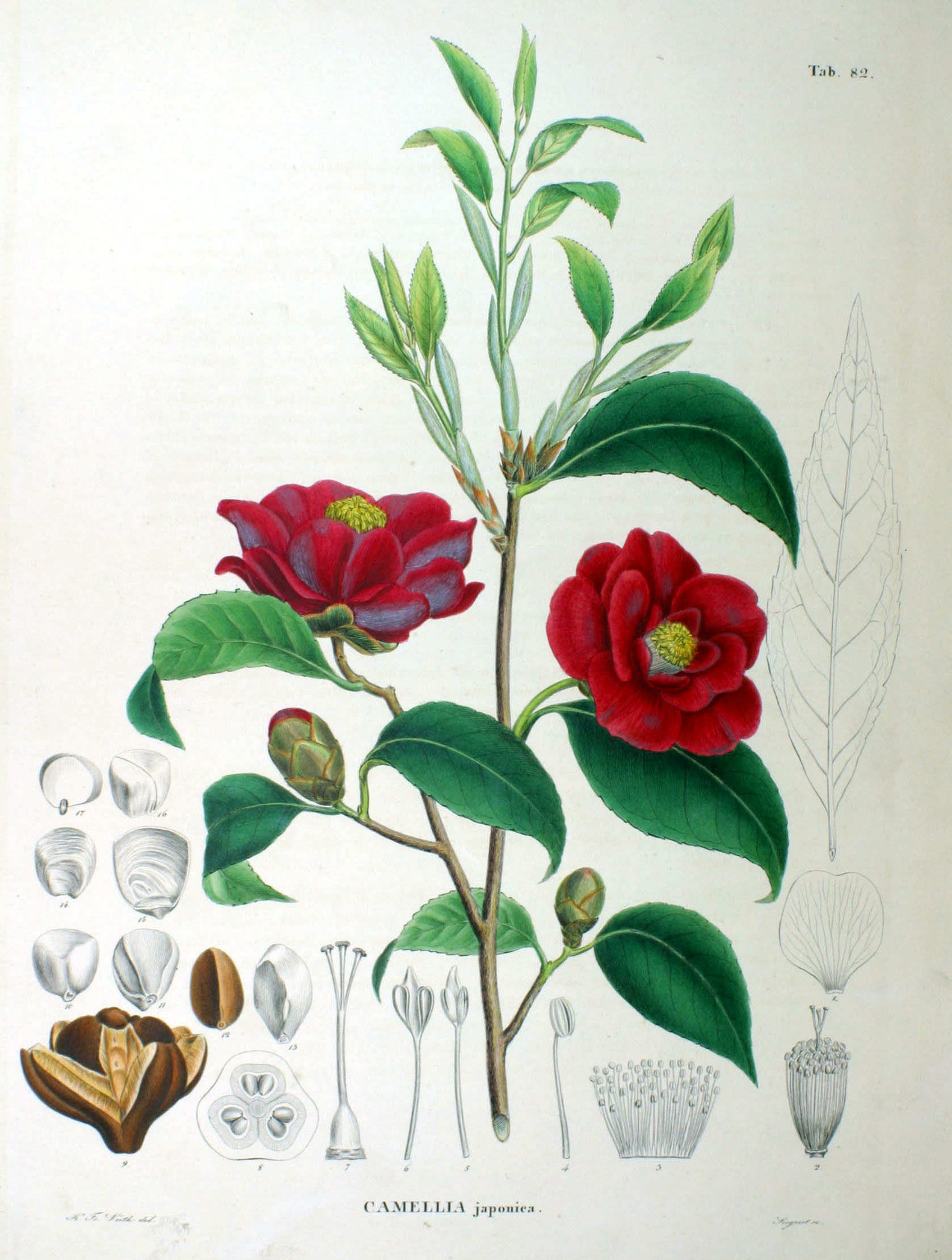
Tavola botanica di C. japonica

Il genere Camellia comprende piante a portamento arbustivo o ad alberello, sempreverdi, alte in natura fino a 15 metri. Le foglie sono semplici alterne, di colore verde più o meno scuro secondo la specie, lucide e coriacee, a volte carnose e provviste di stipole e ghiandole aromatiche, con i margini lisci o crenati, di forma ellittica, lanceolata o oblungo-lanceolata. I fiori sono semplici o doppi di colore bianco, roseo o rosso, privi di profumo o molto profumati, possono raggiungere i 20 cm di diametro.
Sono piante adatte ai climi temperati e umidi.

## Distribuzione e habitat

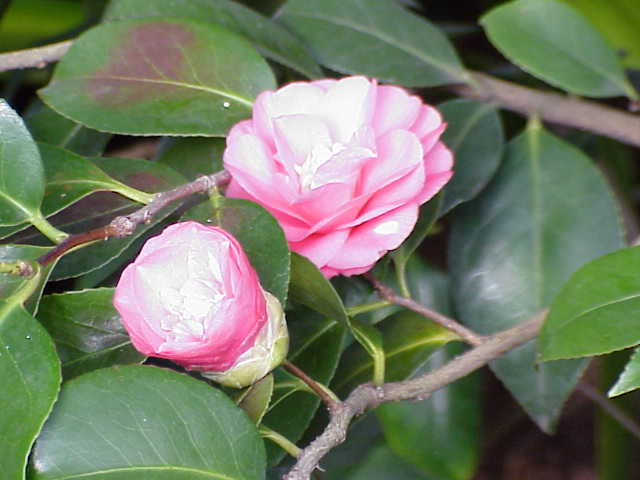
Fiori di Camellia

Nelle zone tropicali asiatiche viene coltivata estensivamente la C. sinensis (L.) O. Kuntze (= C. thea), le cui giovani foglie apicali sono raccolte e usate a scopo alimentare per la bevanda conosciuta con il nome di tè; tutte le innumerevoli varianti di tè (nero, verde, giallo, oolong, aromatizzato, eccetera) provengono dalla stessa pianta e dipendono solo dalle diverse lavorazioni delle foglie dopo il raccolto. La pianta fu introdotta anche in Nord America (Carolina del Sud) dal botanico francese André Michaux attorno al 1890.
La specie più coltivata come pianta ornamentale nei giardini, parchi e viali, è  C. japonica L., originaria della Corea e del Giappone. L'arbusto raggiunge alcuni metri di altezza e presenta foglie persistenti e ovali di colore verde cupo lucente, fioritura tardo invernale e primaverile con fiori dai colori nelle varie sfumature dal bianco al rosso cupo, e grandi corolle a forma di rosa aperta e appiattita che, quando appassiscono, cadono a terra in un blocco unico  e non sfiorendo petalo per petalo.

### In Italia
In Italia la camelia da fiore è stata introdotta per la prima volta alla fine del XVIII secolo nella Reggia di Caserta: la prima menzione documentaria certa risale al 1786 e riguarda la coltivazione di C. japonica nel giardino inglese da parte del botanico britannico John Andrew Graefer per la regina Maria Carolina d'Asburgo-Lorena, anche se la leggenda vuole che il fiore fosse arrivato lì già un decennio prima come pegno d'amore di Horatio Nelson a Emma Hamilton, al tempo moglie dell'ambasciatore britannico presso la corte borbonica.
La coltivazione di C. japonica da fiore è diffusa nella zona dei laghi prealpini, dove è famosa la collezione di Villa Taranto sul Lago Maggiore, in alto Piemonte, dove si trovano numerosi boschetti utilizzati per la raccolta dei fiori in boccio, e nell'Italia centro-meridionale e insulare, in particolare in Toscana nella zona intorno a Sant'Andrea di Compito, frazione del comune di Capannori (LU), i cui terreni naturalmente acidi hanno favorito la coltivazione fin dal XVIII secolo e dove si svolge ogni primavera la manifestazione "Antiche camelie della Lucchesia".
C. sinensis da tè invece è stata introdotta in maniera consistente solo negli anni 2020 con una prima piantagione sperimentale a Premosello-Chiovenda (VB), che con le sue circa 24000 piante è la seconda per estensione in Europa dopo quella di Chá Gorreana sull'isola di São Miguel delle Azzorre.

## Tassonomia
Il genere comprende oltre 200 specie.
Le specie più comuni sono:
- C. assimilis
- C. azalea
- C. brevistyla
- C. caudata
- C. chekiangoleosa
- C. chrysantha
- C. connata
- C. crapnelliana
- C. cuspidata
- C. euphlebia
- C. euryoides
- C. flava (Pitard) Sealy
- C. fleuryi
- C. forrestii
- C. fraterna
- C. furfuracea
- C. gilbertii
- C. granthamiana
- C. grijsii
- C. hengchunensis
- C. × hiemalis
- C. hongkongensis
- C. irrawadiensis
- C. japonica
- C. kissii
- C. lutchuensis
- C. miyagii
- C. nitidissima – camellia gialla
- C. nokoensisC.
- C. oleifera
- C. parviflora
- C. pitardii
- C. pleurocarpa
- C. polyodonta
- C. pubipetala
- C. reticulata
- C. rosiflora
- C. rusticana
- C. salicifolia
- C. saluenensis
- C. sasanqua
- C. semiserrata
- C. sinensis
- C. taliensis
- C. transnokoensis
- C. tsaii
- C. tunghinensis
- C. vietnamensis
- C. × williamsii
- C. yunnanensis

## Coltivazione
C. japonica è pianta subtropicale e ama quindi estati piovose e inverni asciutti; tuttavia è resistente al freddo, sino a -15 °C; teme il vento freddo (che la dissecca) e il ristagno d'acqua (che fa marcire le radici), per il resto si adatta a qualunque esposizione. Tuttavia, poiché i fiori, soprattutto se chiari e doppi, marciscono sulla pianta, è ideale la penombra.
In piena terra, vuole terreno acido o almeno neutro, non ricco.
In vaso, vuole torba, terra di bosco e foglie, di castagno o d'erica, riparandola in serra d'inverno. Va rinvasata almeno ogni due anni. Ama molto i terreni vulcanici e senza ristagni d'acqua, in particolar modo terreni di origine effusiva molto sabbiosi (pozzolana o pomice) con alto tenore di silicio. Ciò spiega la buona vegetazione che hanno queste piante nei terreni vulcanici di Lazio e Campania. Pianta che non sopporta terreni e acqua con calcare, argillosi e asfittici con un pH alcalino o subalcalino (talvolta anche pH 7) mostrando segni evidenti di clorosi ferrica e marciume radicale che ne determinano la morte. Nelle zone troppo soleggiate o troppo fredde d'inverno spesso la C. japonica soffre di bruciature fogliari causate rispettivamente dal sole o dalla neve che vi si poggia sopra. Essendo una pianta di sottobosco non necessita di luce solare diretta, ma diffusa, oppure di ombra sotto grandi alberi che mantengono l'aria umida. Evitare di esporre la pianta a intense correnti di vento prolungate nel tempo. L'acqua fornita alla pianta deve essere piovana o demineralizzata per evitare un innalzamento del valore di pH sopra il valore di 6,5 circa.
Si moltiplica per talea o per innesto su soggetti ottenuti con talea o semina.
Data la crescita molto lenta di queste piante, la potatura deve essere sempre cauta, a meno che non si voglia far ripartire da zero una pianta troppo accresciuta. La potatura di formazione va fatta subito dopo la fioritura, selezionando tra i nuovi getti quelli che si vogliono tenere, lasciando almeno una gemma. La potatura di pulizia (rami morti o danneggiati, o in eccesso) può essere fatta in qualunque stagione.

## Avversità
Teme i geli intensi e prolungati, il ristagno d'acqua può provocare il marciume radicale.

Alcune cultivar
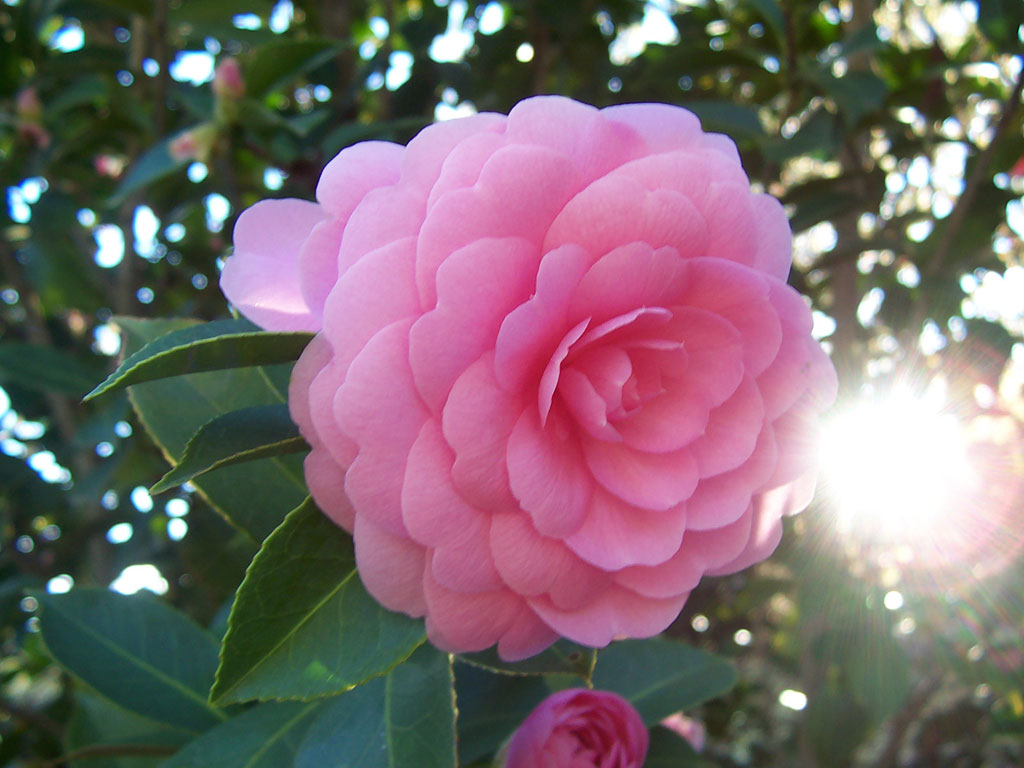
C. japonica cv. 'Pink Perfection'
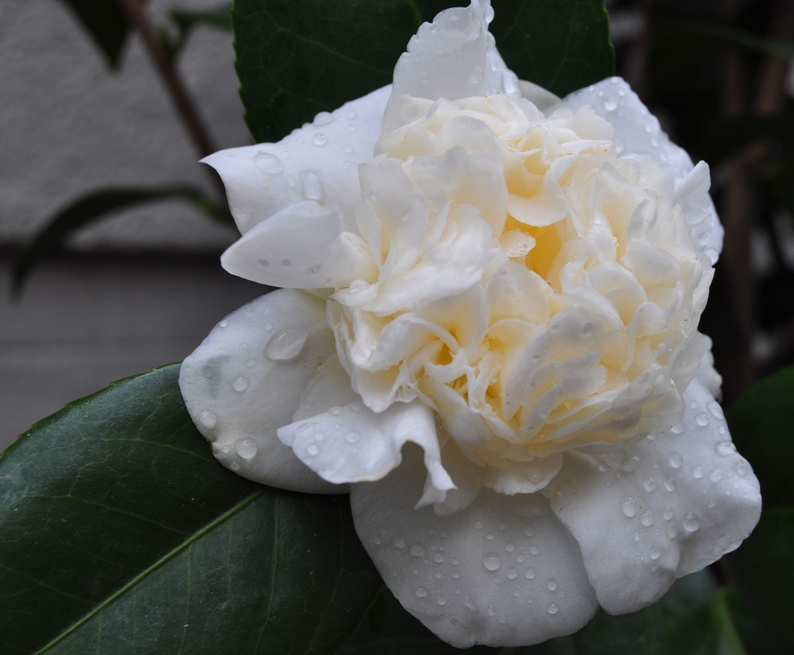
C. cv. Snowball
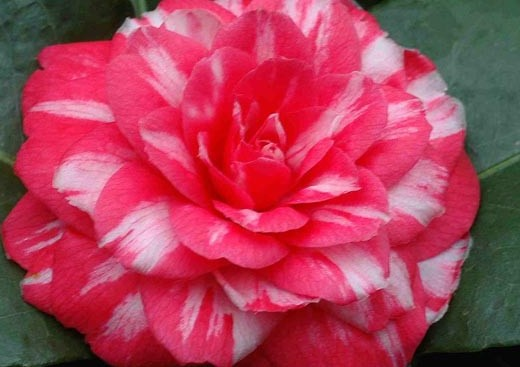
C. cv. Maria Antonietta
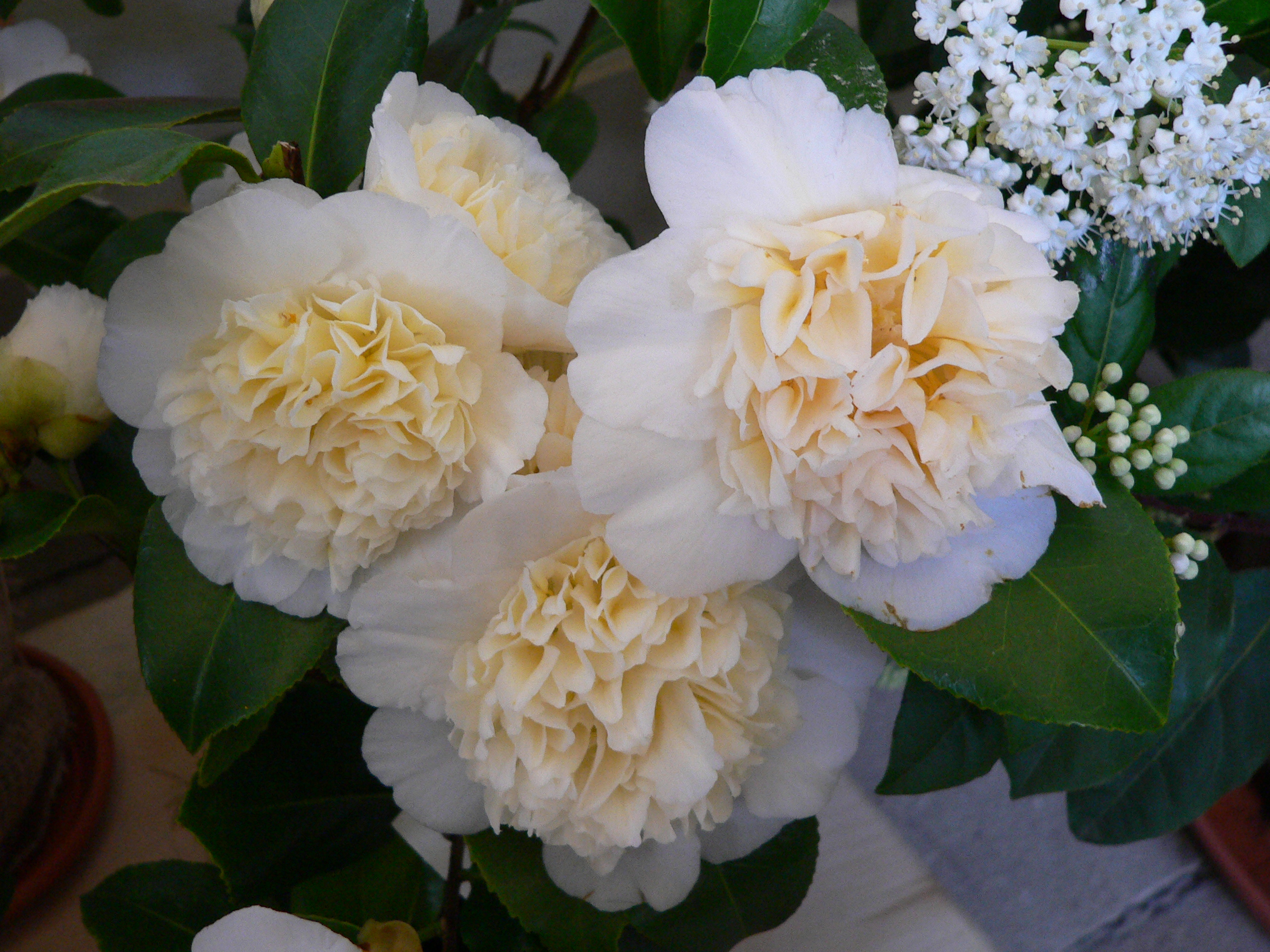
C. cv. 'Jury's Yellow'